# 이 강산 낙화유수
"이 강산 낙화유수"는 한국에서 제작된 조길현 감독의 1969년 영화이다. 김진규 등이 주연으로 출연하였고 이지룡 등이 제작에 참여하였다.

## 출연

### 주연
- 김진규
- 문정숙
- 최성호

## 기타
- 조명: 최의정
- 미술: 박석인